# Grapska Gornja
Grapska Gornja (szerbül: Грапска Горња), település Bosznia-Hercegovinában, a Szerb Köztársaság északi régiójában Doboj községben. 

## Fekvése
A település Bosznia-Hercegovina északi részén, Dobojtól légvonalban 5, közúton 8 km-re északra, a Boszna-folyó jobb partján, 134-362 méteres magasságban található.

## Népessége
| Nemzetiségi csoport | Népesség 1991 | Népesség 2013 |
| ------------------- | ------------- | ------------- |
| Szerb               | 27            | 31            |
| Bosnyák             | 2260          | 1415          |
| Horvát              | 0             | 1             |
| Jugoszláv           | 6             | 0             |
| Egyéb               | 4             | 1             |
| Összesen            | 2297          | 1448          |

## Története
A település 1878-ig tartozott az Oszmán Birodalomhoz, ekkor a berlini kongresszus határozata alapján az Osztrák-Magyar Monarchia része lett. 1879-ben az első osztrák-magyar népszámlálás során a Gračanicai járáshoz tartozó Grabska Turska településnek 75 háztartása és 410 muszlim lakosa volt.
1910-ben a Gračanicai járáshoz tartozó településen 121 háztartást, 580 muszlim és 59 ortodox lakost találtak. A monarchia szétesésével 1918-ban előbb a Szerb-Horvát-Szlovén Királyság, majd 1929-től a Jugoszláv Királyság része lett. 1921-ben a Gračanicai járáshoz tartozó községnek 614 lakosa volt, közülük 561 muszlim és 53 római katolikus volt. Az 1929-es törvény értelmében, amikor Bosznia-Hercegovinát négy banovinára, Drinskára, Vrbaskára, Zetskára és Primorskára osztották, a település a Vrbaska banovina része lett, amelynek székhelye Banja Luka volt.
A második világháborúban Jugoszlávia megszállása után a Független Horvát Állam (NDH) része lett. A második világháború után 1992-ig a település a szocialista Jugoszlávia keretében a Bosznia-Hercegovinai Népköztársaság, valamint Gračanica község része volt. A boszniai háború idején a nem szerb lakosságot elüldözték, a falu mecsetét lerombolták. A boszniai háborút lezáró daytoni békeszerződés rendelkezése alapján az ország területét felosztották a Bosznia-hercegovinai Föderáció és a boszniai Szerb Köztársaság között. A békeszerződés utáni területmegosztási megállapodás értelmében a település a Boszniai Szerb Köztársasághoz és Doboj községhez került. A muszlim lakosság egy része 2000-től tért vissza a településre, ahol rövidesen újjáépítették mecsetüket.

## Nevezetességei
A falu mecsete 1934-ben épült, később többször újították meg, végül a boszniai háború idején a szerbek lerombolták. A háború után a visszatérő lakosság újjáépítette és 2002. szeptember 1-jén ünnepélyesen megnyitották.